# Darwin Machís
Darwin Daniel Machís Marcano (Tucupita, 7 februari 1993) is een Venezolaans voetballer die doorgaans als aanvaller speelt. Hij verruilde Udinese in juli 2019 voor Granada CF. Machís debuteerde in 2011 in het Venezolaans voetbalelftal.

## Clubcarrière
Machís debuteerde in 2011 in Venezuela in het profvoetbal voor de club Atlético Club Mineros de Guayana. Met die club won hij de beker van Venezuela. Een jaar later vertrok hij naar Granada CF, waar hij aanvankelijk minuten maakte in het tweede elftal. In 2013 werd Machís verhuurd aan het Portugese Vitória Guimarães. Hoewel hij niet veel aan spelen toe kwam, mocht hij wel zijn tweede prijs bijschrijven, namelijk de Taça de Portugal. In 2014 volgde een verhuurperiode aan Hércules CF, maar met drie optredens in de competitie was deze niet succesvol. In het seizoen 2015/16 kwam hij bij SD Huesca meer aan de bak en ook bij CD Leganés maakte Machís een seizoen later veel minuten. In 2018 stapte hij over naar Udinese in Italië, een club die nauw verband was aan Granada door de gemeenschappelijke eigenaar van beide clubs. In de eerste helft van 2019 werd hij kort verhuurd door Udinese aan Cádiz CF, alvorens hij in juli 2019 weer aansloot op definitieve basis bij Granada. De Spaanse club betaalde €5.000.000,- voor zijn diensten. Met Granada speelde hij voor het eerst Europees voetbal, in de UEFA Europa League 2020/21. In de eerste wedstrijd van de groepsfase in Eindhoven bij PSV maakte hij de winnende treffer (1–2).

## Interlandcarrière
Machís debuteerde op 22 december 2011 op 18-jarige leeftijd in het Venezolaans voetbalelftal. In 2013 deed hij voor Venezuela mee op het Zuid-Amerikaans kampioenschap voetbal onder 20.

## Erelijst
| Competitie        | Aantal  | Jaren   |         |         |
| Mineros           | Mineros | Mineros | Mineros | Mineros |
| ----------------- | ------- | ------- | ------- | ------- |
| Copa Venezuela    | 1x      | 2011    |         |         |
| Vitória Guimarães |         |         |         |         |
| Taça de Portugal  | 1x      | 2012/13 |         |         |